# Herb Niemczy

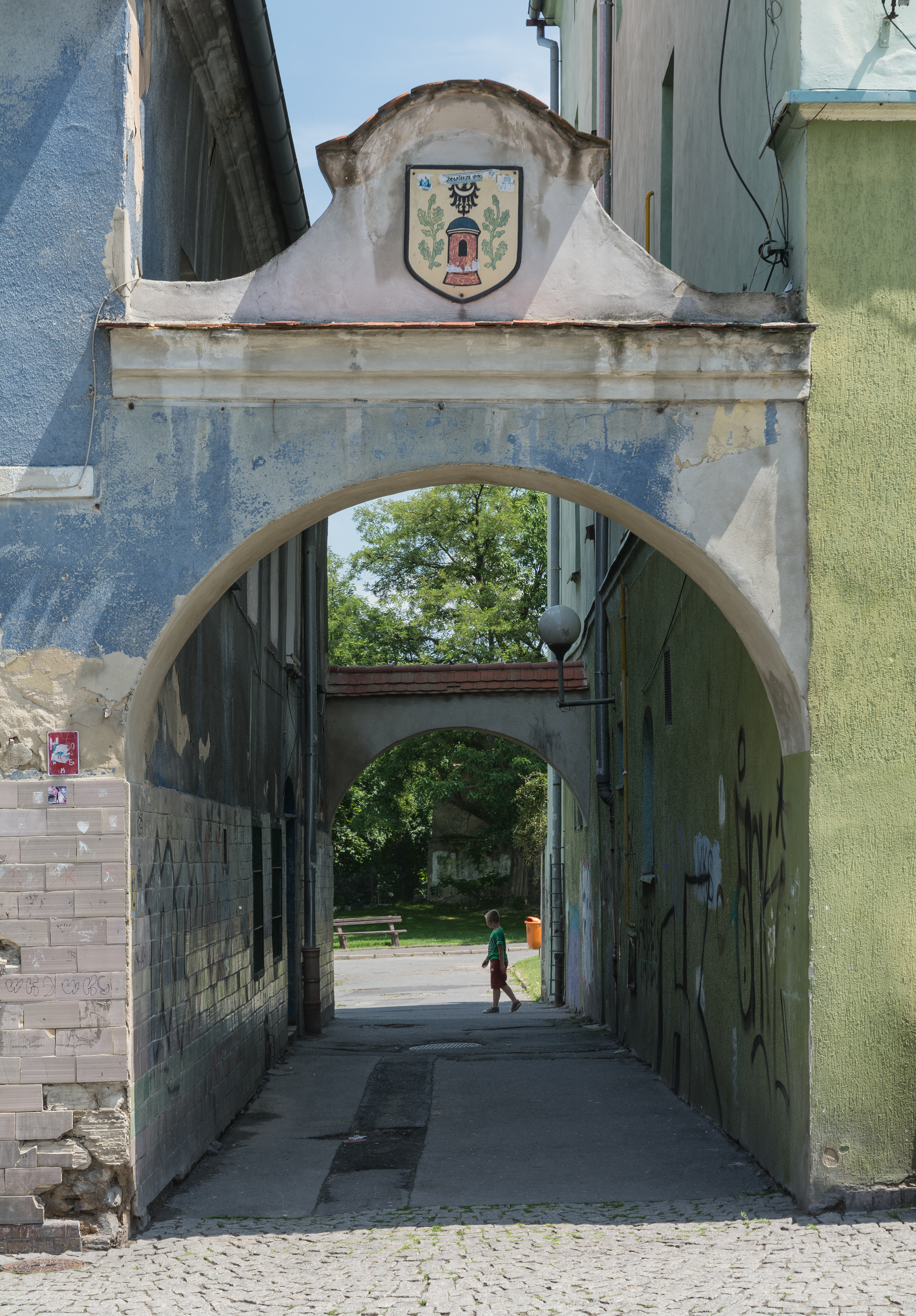
Herb na rynku w Niemczy

Herb Niemczy – jeden z symboli miasta Niemcza i gminy Niemcza w postaci herbu.

## Wygląd i symbolika
Herb przedstawia w żółtym polu herbowym czerwoną wieżę książęcą z półokrągłym błękitnym dachem i jednym oknem łukowym pomiędzy dwoma zielonymi gałęziami dębu w słup. Nad wieżą znajduje się czarny orzeł śląski z białą przepaską na piersi i głową zwróconą w prawo. Orzeł symbolizuje przynależność do Śląska, natomiast wieża książęca ma symbolizować status grodu, a dwie gałęzie dębu są oznaką siły oraz szlachetności.